# Milly (cantante)
Milly (26 de febrero de 1905-22 de septiembre de 1980) fue una cantante, actriz y artista de cabaret italiana.

## Biografía
Nacida en Alessandria, Italia, su verdadero nombre era Carla Mignone. Su padre abandonó a la familia en 1910, por lo que Milly hubo de ser criada por su madre. Su hermano era el actor italiano Totò Mignone, con el cual actuaba de niña, acompañados ambos por su hermana Mity (Gaetana), la cual se casó más adelante con Mario Mattoli. Siendo adolescente, ella trabajó en el Teatro Fiandra, en su ciudad natal, donde debutó como cantante en 1925. En esa época fue amante de Humberto II de Italia.
Actuó como soprano soubrette con Isa Bluette, Odoardo Spadaro, Umberto Melnati y los hermanos De Filippo. También trabajó en la opereta, siendo Ottilia en el estreno italiano de La posada del Caballito Blanco, junto a su hermano Totò Mignone en el Teatro Lirico di Milano (1931) y en el Teatro Reinach de Parma (1932).
Antes de la Segunda Guerra Mundial, ella se mudó a los Estados Unidos, aunque volvió a Italia tras finalizar la guerra. Ella actuó en La ópera de los tres centavos, representada en el Piccolo Teatro di Milano con dirección de Giorgio Strehler e interpretación de Tino Carraro. 
En 1934, el director Mario Mattoli (su cuñado) la llamó para actuar en Tempo massimo (ya había debutado en el cine dos años antes con 5 a 0, de Mario Bonnard). A continuación actuó junto a Vittorio De Sica en Amo te sola, también con dirección de Mattoli. Como actriz cinematográfica participó principalmente en películas italianas, aunque también en producciones extranjeras como The Girl from Scotland Yard (1937, cantando el tema We haven't a moment to lose) y Gidget Goes to Rome (1963). Otro de sus filmes destacados fue la producción rodada por Mario Bava Black Sabbath, protagonizada por Boris Karloff.
En 1962 fue protagonista, junto a Enzo Jannacci y Tino Carraro, del espectáculo Milanìn Milanon (grabando al mismo tiempo un disco), con dirección de Filippo Crivelli y acompañamiento musical de Roberto Negri.
Dos años después grabó la canción Autunno a Milano, escrita por Piero Ciampi, la cual formó parte del repertorio de cantantes italianos como Enzo Jannacci, Fabrizio De André, Mario Pogliotti, y Nanni Svampa, entre otros.
Milly cantó con frecuencia en la televisión, interpretando canciones de los años 1920, 1930 y 1940, siendo recordada especialmente su actuación junto a Mina Mazzini. También destacó su participación en Studio Uno, en la edición de 1965 dirigida por Antonello Falqui, siendo invitada regular con un repertorio de canciones de entreguerras cantadas con una magnífica ambientación (con telón de fondo, piano y cuidado vestuario), acompañada en ocasiones por Lelio Luttazzi. 
Milly no abandonó la actividad en directo, participando en diversos espectáculos, entre ellos el recital L'amore e la guerra, con Achille Millo. En sus últimos años actuó, de manera esporádica, en el cine (El conformista, 1970, de Bernardo Bertolucci). 
Hizo un último recital en Palermo el 3 de agosto de 1980, poco antes de fallecer al mes siguiente en Nepi, Italia.

## Selección de su discografía

### 33 RPM
- 1964: Stramilano (Jolly, LPJ 5036)
- 1965: Il palcoscenico di Milly (Jaguar, SJGR 74004)
- 1966: Cabaret italiano fra due guerre 1917-1943 (la voce del padrone, QELP 8118)
- 1969: Canzoni e personaggi del cabaret di oggi (Joker, SM 3210)
- 1972: D'amore e di libertà (PDU, PLD A 5038/9)
- 1974: Tante storie d'amore e di follia (Ariston Records, Ar 12141)
- 1975: Gogliardia anni trenta (Ariston Records, Ar 12307; con Carlo Pierangeli)
- 1980: Addio Tabarin...  (Ri-Fi, RPO 72025)

### 45 RPM
- 1965: Passa la ronda/Scettico blues (La voce del padrone, mq 1952)
- 1965: Donna e giornale/La signora di trent'anni fa (La voce del padrone, mq 1953)
- 1975: Scarpe nuove/Giovedì speciale (Ariston Records, AR 00661)

### EP
- 1964: Cabaret all'italiana (I Dischi del Sole, DS 27)
- 1965: Milly 1 (I Dischi del Sole, DS 48)

### CD
- 1997: D'amore e di libertà|La leggenda di Milly (RTI Music)

## Filmografía
- 5 a 0, de Mario Bonnard (1932)
- Tempo massimo, de Mario Mattoli (1934)
- Amo te sola, de Mario Mattoli (1935)
- Musica in piazza, de Mario Mattoli (1936)
- L'uomo di paglia, de Pietro Germi (1958)
- Nella città l'inferno, de Renato Castellani (1959)
- Laura nuda, de Nicolò Ferrari (1961)
- Giorno per giorno disperatamente, de Alfredo Giannetti (1961)
- Metti, una sera a cena, de Giuseppe Patroni Griffi (1969)
- El conformista, de Bernardo Bertolucci (1970)